# Griqualand West Griquas
Il Griqualand West Griquas, più semplicemente Griquas, è un club sudafricano di rugby a 15 che partecipa annualmente alla Currie Cup. Rappresenta la provincia del Capo Settentrionale e disputa gli incontri interni al Griqua Park di Kimberley, città sede del club. La squadra fa parte della franchigia dei Central Cheetahs e i suoi giocatori possono essere selezionati in questa funzione.

## Storia
Fondato nel 1886 nell'area del Griqualand West, il Griqualand West Griquas è una delle quattro squadre sudafricane più antiche; cinque anni dopo la nascita del club, durante la tournée del 1891 dei British and Irish Lions, il Griqualand West giocò contro i Lions a Kimberley e, sebbene furono sconfitti per 3-0, ricevettero la Currie Cup in quanto risultarono la squadra che offrì la prestazione migliore. L'anno dopo, nel 1892, la Currie Cup divenne il trofeo della massima competizione nazionale; il Griqualand West vinse il suo primo titolo nel 1899, mentre nel 1911 e nel 1970 seguirono i successivi due trionfi.
Nel 1998 venne istituita la Vodacom Cup, la seconda competizione sudafricana per ordine di importanza dopo la Currie Cup; i Griquas vinsero l'edizione d'esordio, imponendosi per altre quattro volte nella storia della coppa nel 2005, 2007, 2009 e 2014.

## Palmarès
- Currie Cup: 3
1899, 1911, 1970
- Vodacom Cup: 5
1998, 2005, 2007, 2009, 2014
- Rugby Challenge: 1
2019